# 梵唄
梵唄或梵匿，爲“梵”（梵语：Brāhma）和“唄匿”（梵語：पाठ，pāṭha）的组合，即呗匿，爲印度宗教惯用的唱诵风格，後引入佛教音乐中，简言之是為了方便經文的諷誦，而漸漸形成具特定旋律與節奏的音聲組織。在汉地多以“梵呗”称。

## 词源
唄，爲“唄匿”的简写，对应的梵语是पाठ（pāṭha）或पाठक（pāṭhaka），呗对应音节pā，匿（古音娘母*nrik或透母*thok，取後者）对应音节ṭhak-；本意是唱诵，有时加以音乐（梵乐）伴奏，增强节奏感和可记忆性，方便诵经。梵音译全称“梵覽摩”（Brāhma），用来代指印度地域事物，也可指清净无染的，故「梵唄」一詞可解釋為「印度式的諷誦」或「清淨的諷誦」。
梵唄隨著漢傳佛教傳入朝鮮半島和日本。朝鮮字稱（Beompae）。在日本，“唄”字甚至有歌唱、歌曲的意思。

## 概論
梵唄主要有三種用途。首先是講經儀式，通常行於講經前後；其次是六時行道，即寺院每日作朝暮課誦之用；最後就是經懺法會，譬如「觀音菩薩聖誕」、「梁皇寶懺」、「水陸法會」等等。
據《長阿含經》記載，梵唄必須具有五種特性：「一、其音正直。二、其音和雅。三、其音清徹。四、其音深滿。五、周遍遠聞。」梵呗本身就是宗教性的，因此，雖然比丘按戒律要求不應观听或参与歌舞伎樂然而，佛陀卻宣揚「唄」有五種利益，包括「身體不疲、不忘所憶、心不疲勞、聲音不壞、語言易解」，可見「梵唄」與「音樂」是兩種不同的活動，含藏不同的意義。
一般而言，課誦本並不提供旋律的標示，因此念誦經文就沒有绝对既定的旋律，而只是有个大概的模式，在汉地、藏地均有不同的模式。在近现代，印光大师教导了十唸法，并爲譜了多首梵唄曲如《绕佛调》，改良了漢地梵唄的模式。

## 發展歷史

### 北傳
佛教最初傳入中國時，來自印度的僧人到中國都以翻譯經典為主，傳授梵唄卻並不多。根據《高僧傳》卷十三的記載：「自大教東流，乃譯者眾，而傳聲蓋寡，良由梵音重複，漢語單奇，若用梵音以詠漢語，則聲繁而偈迫，若用漢語以詠梵文，則韻短而辭長，是故金言有譯，梵音無授。」
相傳漢地出現梵唄的濫觴，源於三國時期魏國的陳思王曹植，一日在遊魚山（今山東省東阿境內）時，忽聞空中有梵樂詠讚，動聽清雅，曹植受到感應，回府摹寫出音律，寫出漢地第一段梵唄。故有魚山唄的公案。
齊梁時，南方佛教興盛，金陵文宣王蕭子良於永明七年（489年）召集京師善聲樂音律的沙門於一處，研討並創作佛唄讚樂，從此確立了以哀婉為主要特徵的「南方梵唄」風格。到了梁武帝時，武帝更利用裁定梁朝雅樂的機會，大量引入梵樂與商周以來之中華傳統音樂相融合，促成了梵唄的「中國化」轉型。此後梵唄順其自然稱爲宮廷雅樂。西元6世纪，中国南朝僧人慧皎在其著作《高僧传》中记载：「東國之歌也，則結韻以成詠；西方之讚也，則作偈以和聲。雖復歌讚為殊，而並以協諧鐘律，符靡宮商，方乃奧妙。故奏歌於金石，則謂之以為樂；設讚於管弦，則稱之以為唄。」这说明在6世纪之前，中国佛教寺院内已经流行“唄唱”。由於朝廷的重視和推廣，不僅在佛寺流行，甚至在民間也流行起來。
宋、元以後，梵唄及梵樂（佛教音樂）已有了明顯的分化，全面走向通俗化，影響了當時的世俗音樂的發展如宋詞、元曲的詞、曲牌，當時的詞牌中的《菩薩蠻》、曲牌中的《雙調五供養》，乃至七弦琴樂中的《普庵咒》等，皆是明顯的例子。俟明朝，梵唄梵樂已更加明顯地分化為佛教樂曲金和傳統梵唄兩部份，佛教音樂流俗，和俗樂相互吸收已成為非常明顯的事實。明成祖於永樂十五年（1417年）頒布御制《諸佛世尊如來、菩薩、尊者名稱歌曲》五十卷之多，通令全國僧人習唱，其中就有大量當時流行的南北民歌在內。
由此可見，梵唄梵樂在中國的發展經歷了：三國時期的草創與獨創，南北朝時期有選擇性地融合，唐、宋時期的定型、繁盛與對外發揮影響力，元、明、清以來的極度通俗化。

## 流派和作品

### 北傳
在唐代之前产生的唄唱作品有《如來唄》（《如來梵》）、《云何唄》（《云何梵》）、《處世唄》，及《讚佛偈》等。唱词都出自佛经。
在現代中國，梵音發展出多種流派風格，如西南一帶的上江腔梵唄，在成都文殊院、重慶華嚴寺仍有傳承。而在台灣，梵唄的風格主要可以分「鼓山調」及「海潮音」兩種。
早期到台灣的僧人多半來自中國福建鼓山湧泉寺，因此他們唱誦的調稱為「鼓山調」。除「鼓山調」外，目前台灣梵唄的另一種唱腔為「海潮音」。它是1949年跟隨從大陸浙江省及江蘇省的僧人帶入台灣，因此，於1949年之前已經在台灣流傳的梵唄曲調可以泛稱為「鼓山調」，亦稱為「本省調」。海潮音則稱為「外省調」。
「鼓山調」大致上的速度較快，骨幹音加花比較多，而「海潮音」速度較為舒緩平穩，旋律比較簡單。所以，若令法會氣氛熱鬧，就使用「鼓山調」，但若需要莊嚴攝心的氣氛，則可使用「海潮音」。

### 南傳
南傳佛教巴利語梵唄以讚頌三寶為主，有時念誦還會夾雜方言。其中，比較著名的有唄曲有 :
- 初次禮敬佛陀
- 三寶
- 五戒
- 禮敬佛陀
- 禮敬佛法
- 禮敬僧伽
- 反省五事

## 相關概念
- 呗器：梵唄樂器，如鐘、鼓、大磬、引磬、木魚、鈴、嗩吶、铛、铪、铙钹等。
- 唄師：教團裡負責演唱梵唄的法師，也是日本七僧 （页面存档备份，存于）（日語）（講師，讀師，咒願師，三礼師，唄師，散花師，堂達）之一[21]。
- 聲明、聲明學：佛教五明學（聲明學、工巧明學、醫方明學、因明學和內明學）之一，即對語言和音律的學習。
- 如来唄 （页面存档备份，存于）（日語）：爲唐代之前的梵唄曲目。
- 朝鮮半島梵唄(범패，BeomPae）

## 資料來源
1. ↑  一說呗匿也译作婆陟、婆師，爲भाषा bhāṣā的音譯，但bhāṣā的本意是語音、語言，當不符
2. ↑  参见唐代古籍《慧琳音义》
3. ↑  《佛光大辭典》：「梵，表清淨之義。」「唄，又作唄匿、婆陟、婆師。意譯為止息、 讚歎。以音韻屈曲昇降，能契於曲，為諷詠之聲，乃梵土之法曲，故稱梵唄。」
4. ↑  慧云. . 佛音網站.   [2009-02-12]. （原始内容存档于2007-12-26） （中文（中国大陆））.
5. ↑  陳欣宜. . 國立成功大學藝術研究所碩士論文. 2005  [2018-09-17]. （原始内容存档于2021-06-19）.
6. ↑  .   [2018-09-19]. （原始内容存档于2018-09-19）.
7. ↑  釋慧雲. . 香港佛教532期 (香港佛教聯合會).   [2009-02-12]. （原始内容存档于2009-01-08） （中文（臺灣））.
8. ↑  濫觴，喻開端
9. ↑  《法苑珠林》卷四九：（陈思王曹植）赏游鱼山，忽闻空中梵天之响，清雅哀婉，其声动心，独听良久……乃摹其声节，写为梵唄，撰文製音，传为后式。梵声显世，始於此焉。
10. ↑  《高僧傳》卷十五
11. 1 2 3  釋法藏《梵唄略考》
12. ↑  陳碧燕. . 香光莊嚴. 2002, 72: 136–150  [2011-05-27]. （原始内容存档于2015-06-05）.
陳碧燕. . 香光莊嚴. 2003, 73  [2018-09-17]. （原始内容存档于2018-09-17）.
13. 1 2  Khantipalo (1982, 1995).
14. ↑  .   [2018-09-19]. （原始内容存档于2016-11-04）.，.   [2018-09-19]. （原始内容存档于2016-04-17）.
15. ↑  .   [2018-09-19]. （原始内容存档于2016-03-03）.
16. ↑  .   [2018-09-19]. （原始内容存档于2020-08-09）.
17. ↑  .   [2018-09-19]. （原始内容存档于2016-03-03）.
18. ↑  .   [2018-09-19]. （原始内容存档于2016-03-03）.
19. ↑  .   [2018-09-19]. （原始内容存档于2015-09-23）.
20. ↑  Thanisaro (1997)
21. ↑  .   [2018-09-19]. （原始内容存档于2018-09-19）.

## 外部連結
- 梵唄的意義及起源 （页面存档备份，存于） (佛學數位圖書館暨博物館 Digital Library & Museum of Buddhist Studies)
- 中華佛典寶庫網站 佛樂、梵唱、經咒念誦
- 如是我聞 法音清流系列
- 佛教音樂網　經懺誦唱佛教音樂  （页面存档备份，存于）
- 简谱字幕伴奏土豆网
- 梵呗简谱的使用说明 （页面存档备份，存于）